# Замок Шлайнінг
Замок Шлайнінґ (нім. Burg Schlaining) розташований над важливою дорогою через гірське пасмо Bernstein біля міста Штадтшлайнінг округу Оберварт Бургенланду в Австрії.

## Історія
Вперше згаданий 1271 року як «castrum Zloynuk». З роками назва змінювалась на Sliunic, Zalonuk, Zolonak, Slany, Schläning. Сучасна закріпилась 1786 року. Замок належав графу з Гюссінгу, у XV ст. перейшов до Андреаса Баумкірхена, у XVI ст. родині Баттяні. Людвіга Баттяні 17 березня 1848 року назначений імператором першим міністер-президентом Угорщини, став одним з керівників повстання. Після його страти замок перейшов до уряду Угорщини. У 1957-1980 роках належав федеральному міністру, зараз землі Бурґенланд. У ньому розміщено резиденцію приватної організації, яка влаштовує тут конференції, відкрила Європейський музей миру (2000), що є співчленом Міжнародного музею.